# Vincent van der Linden
Vincent van der Linden (Helmond, 10 juni 1934 – 1 september 2012) was een Nederlands auteur en vertaler van fantasy en sciencefiction. Hij publiceerde soms onder de naam Thomas Wintner.
In de jaren 70 en 80 was hij tevens samensteller van de Bruna Ganymedes-reeks met korte sf-verhalen van Vlaamse en Nederlandse schrijvers. Die verschenen in de Bruna SF-reeks.
Besproken verhaal: Een defekt apparaat uit Ganymedes 4
- International Standard Name Identifier: 0000 0003 6873 4054
- Nederlandse Thesaurus van Auteursnamen: 070023700
- Virtual International Authority File: 291524926
- WorldCat: E39PBJdWVptDY9cvCKcfHk94bd